# Uus Maailm
Uus Maailm (français : Nouveau Monde) est un quartier du district de Kesklinn à Tallinn en Estonie.

## Description
En 2019, Uus Maailm compte 7 325 habitants.
Le quartier à une superficie de 0,65 km2.
Les quartiers voisins sont Kitseküla, Lilleküla, Kassisaba, Tõnismäe, Tatari et Veerenni.
Les rues du quartier sont Aasa tänav, Endla tänav, Kesk-Ameerika tänav, Kesk-Luha tänav, Kiire tänav, Koidu tänav, Komeedi tänav, Kristiina tänav, Luha tänav, Lõkke tänav, Pilve tänav, Planeedi tänav, Pärnu maantee, Saturni tänav, Suur-Ameerika tänav, Tehnika tänav, Toom-Kuninga tänav, Uue Maailma tänav, Vana-Lõuna tänav, Videviku tänav, Villardi tänav, Vineeri tänav, Virmalise tänav et Väike-Ameerika tänav.

## Population
| 2008  | 2011  | 2012  | 2013  | 2014  | 2015  | 2016  |
| ----- | ----- | ----- | ----- | ----- | ----- | ----- |
| 6 477 | 6 759 | 6 816 | 6 890 | 7 211 | 7 442 | 7 540 |

| 2017  | 2018  | 2019  | 2020  | 2021  | 2022  | - |
| ----- | ----- | ----- | ----- | ----- | ----- | - |
| 7 677 | 7 687 | 7 325 | 7 518 | 7 488 | 7 418 | - |

## Transports
Les lignes de bus n°5, 18, 18A, 20, 20 A, 28, 32 et 36 circulent dans le quartier.

## Lieux et monuments

### Espaces verts
Le parc Koidu, les espaces verts Uue Maailma haljak et Vana-Lõuna haljak sont situés dans le quartier.
La zone écologiquement précieuse du quartier comprend la zone autour des rues Aasa tänav et Saturni tänav,.
La zone de construction à valeur environnementale d'Uus Maailm est située entre les rues Tehnika tänav et Luha tänav et s'étend de la rue Endla tänav à la rue Virmalise tänav.

### Bâtiments
- Suur-Ameerika tn 1 —  Bâtiment commun des ministères ;
- Pärnu mnt 62 — Université de technologie de Tallinn ;
- Koidu tn 97 — Lycée humanitaire de Tallinn (et)

## Galerie

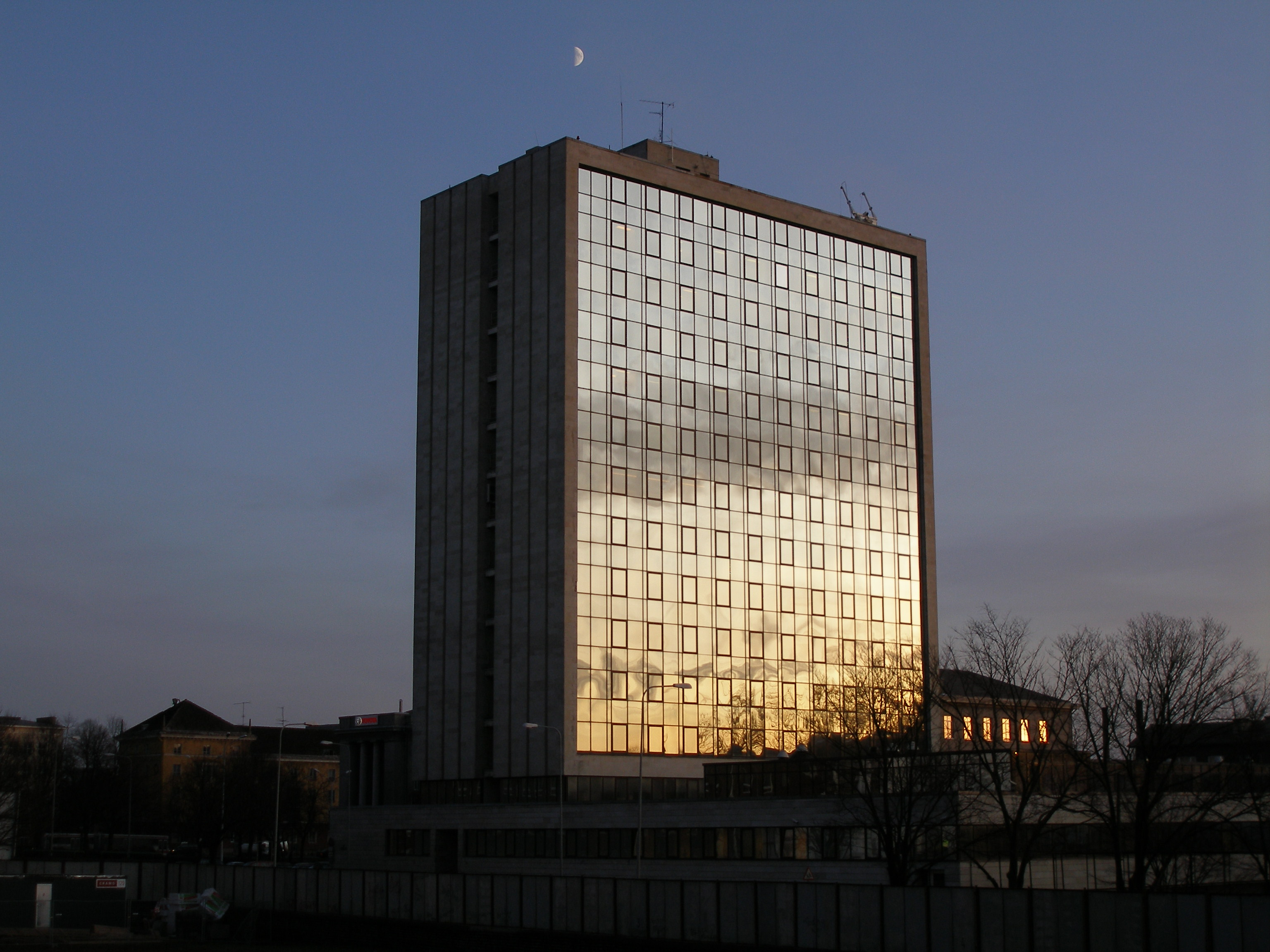
Ministère des finances d'Estonie
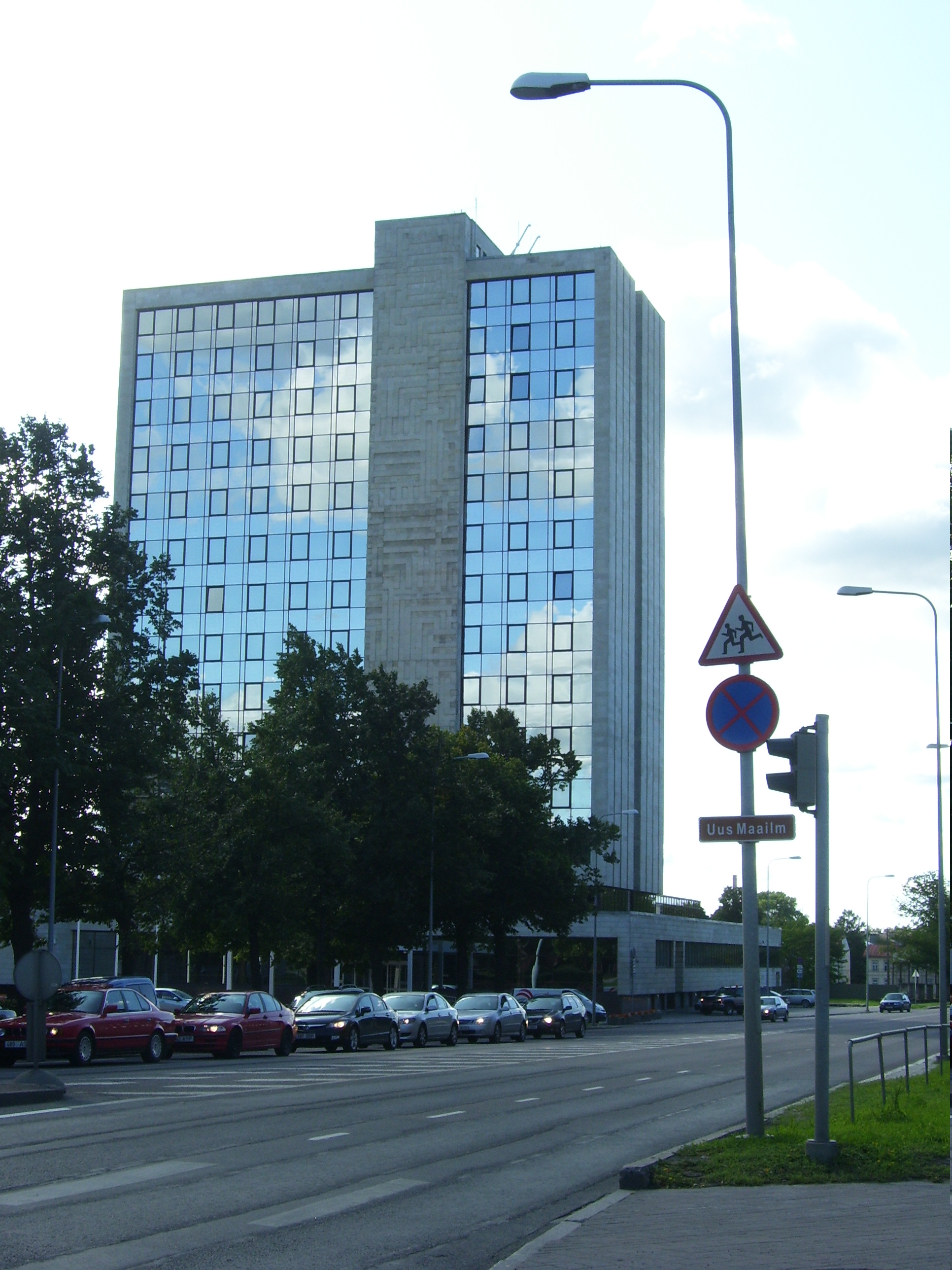
Rue Suur-Ameerika.
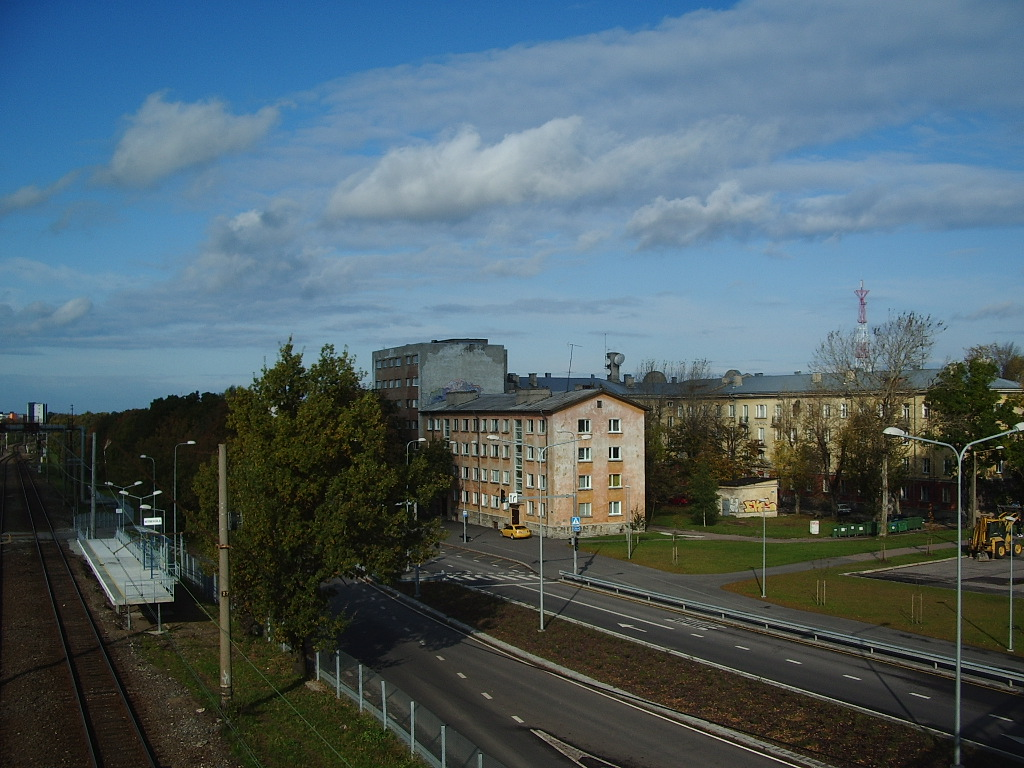
Gare de "Kitseküla"  rue Tehnika.
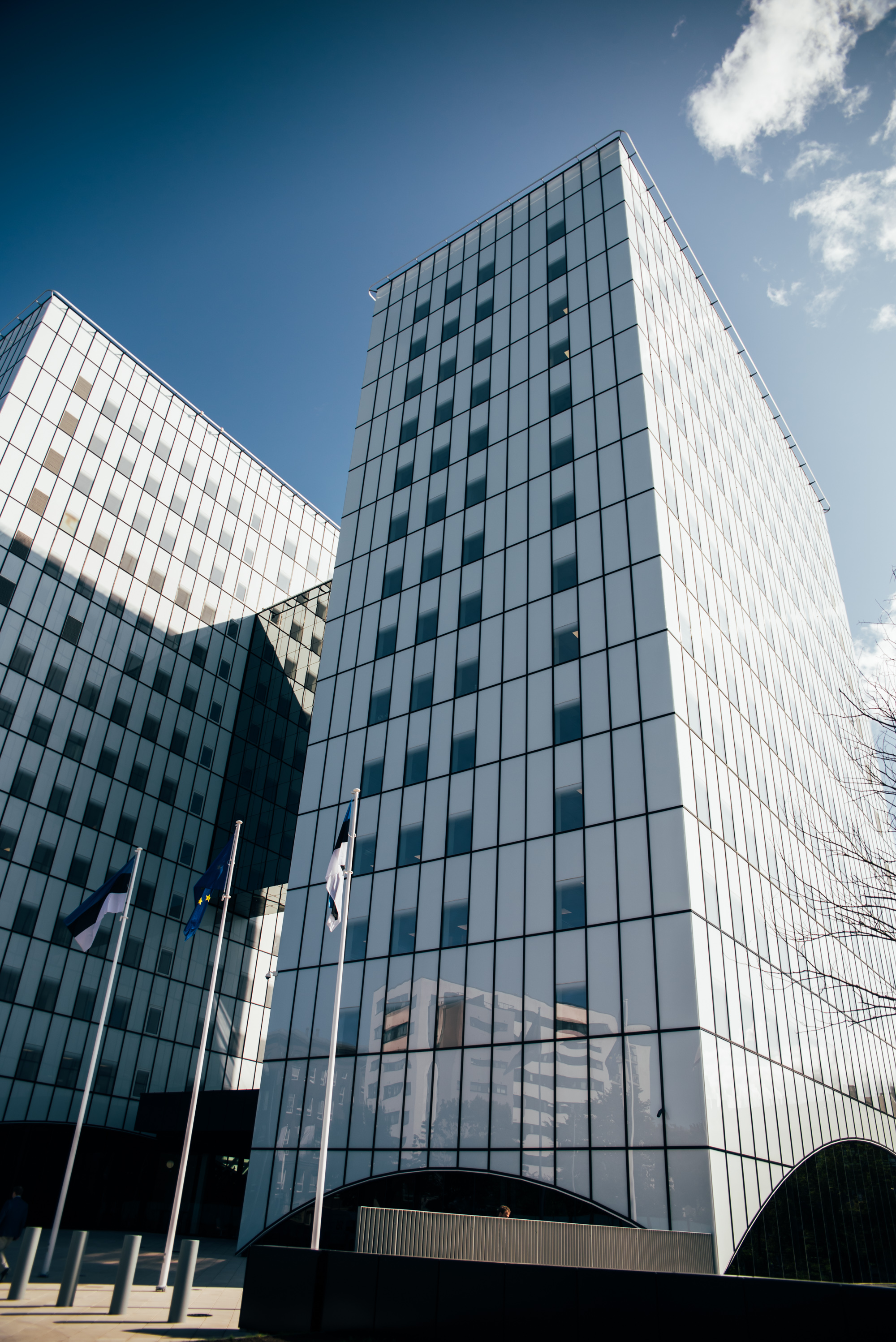
Bâtiments des ministères.
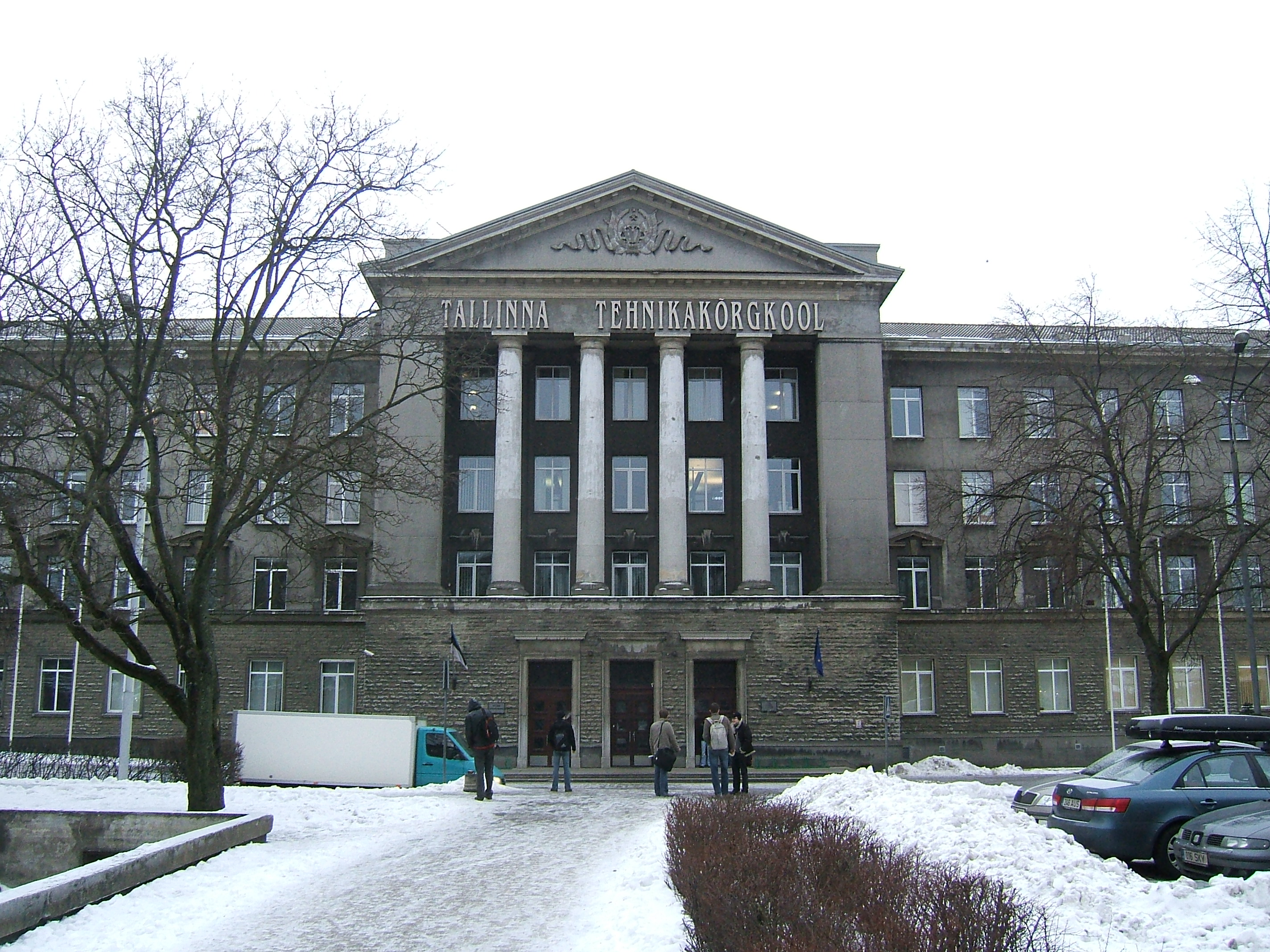
École technique supérieure de Tallinn, Pärnu mnt 32.
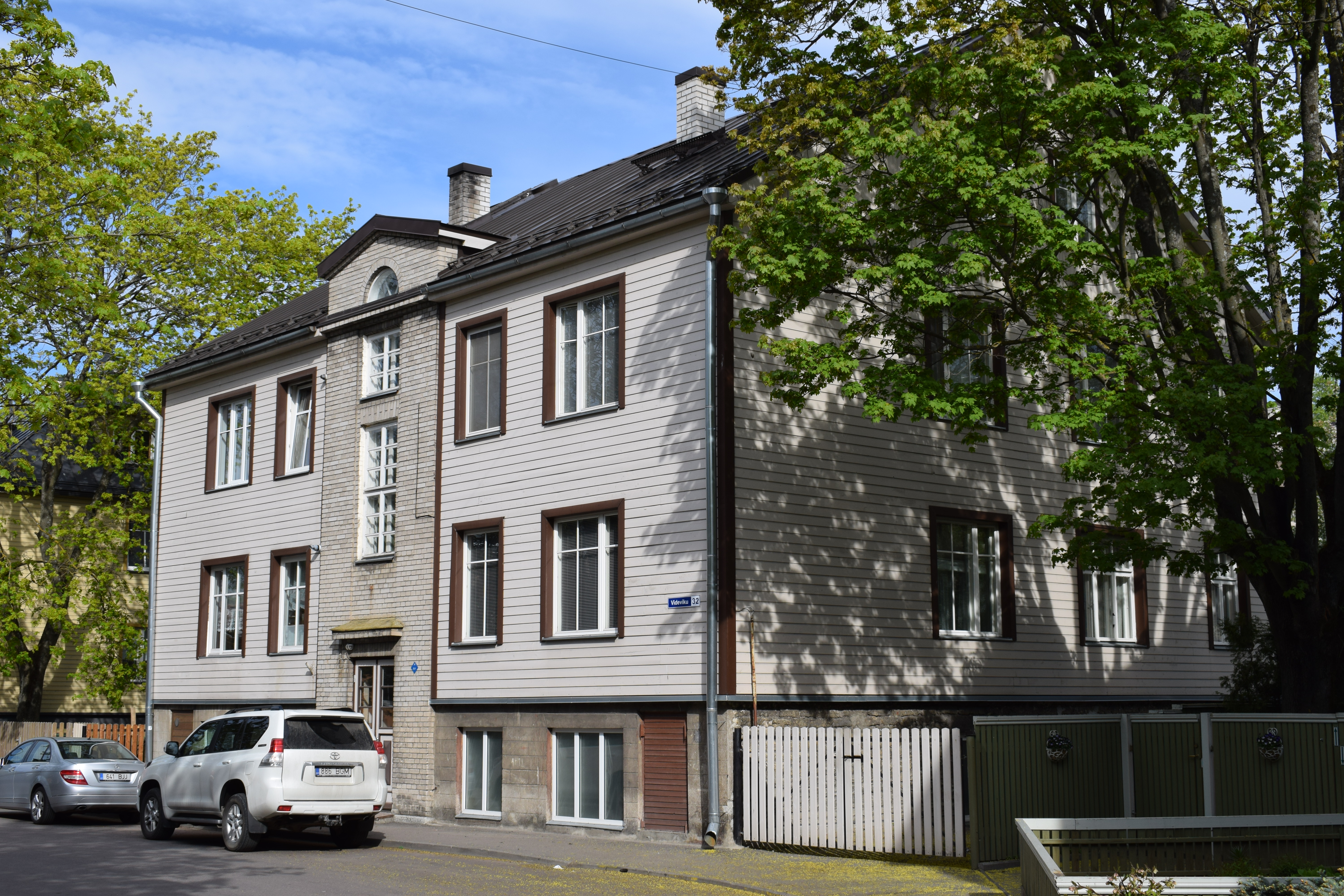
Videviku tänav 32.
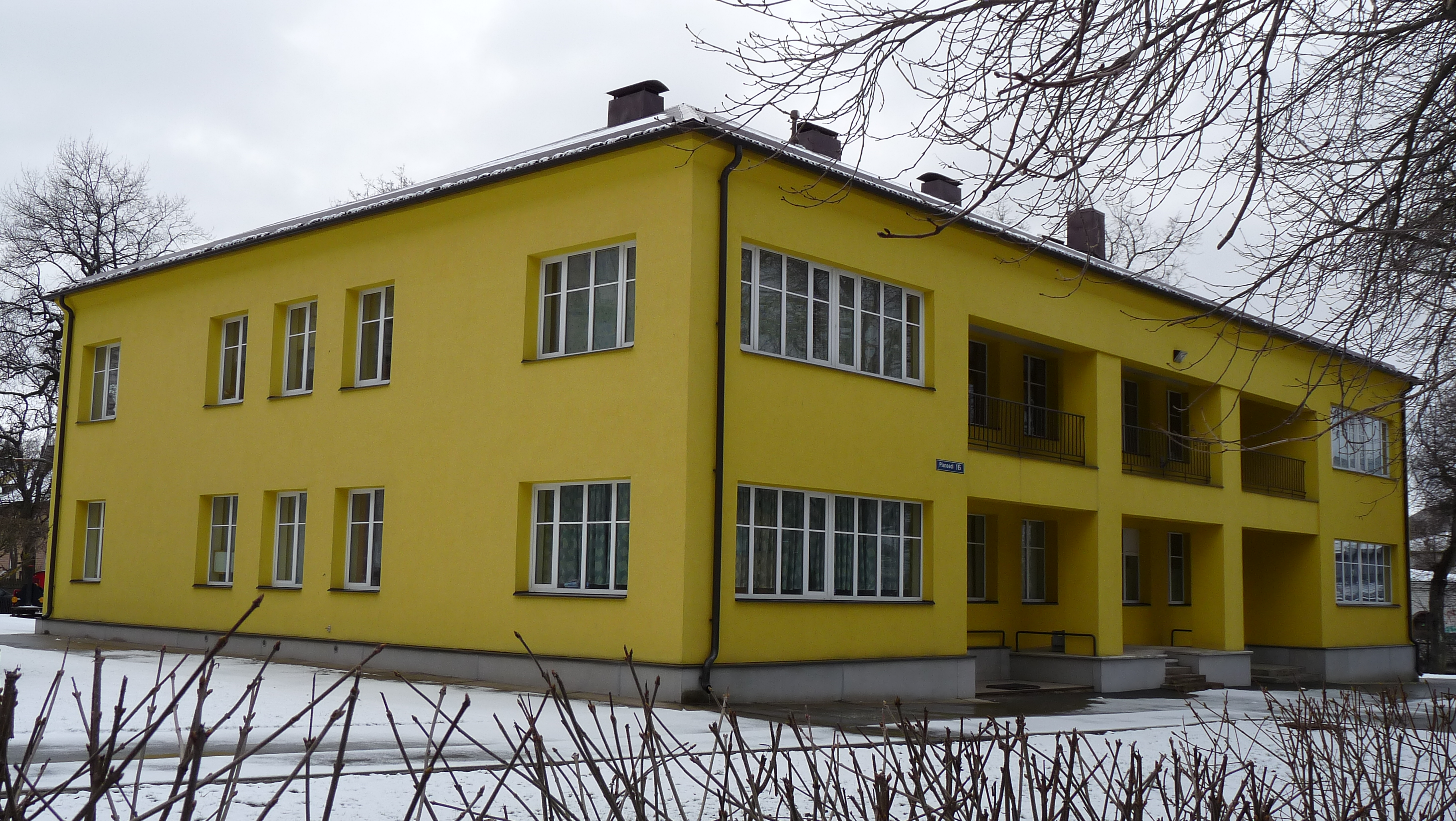
Planeedi 16.
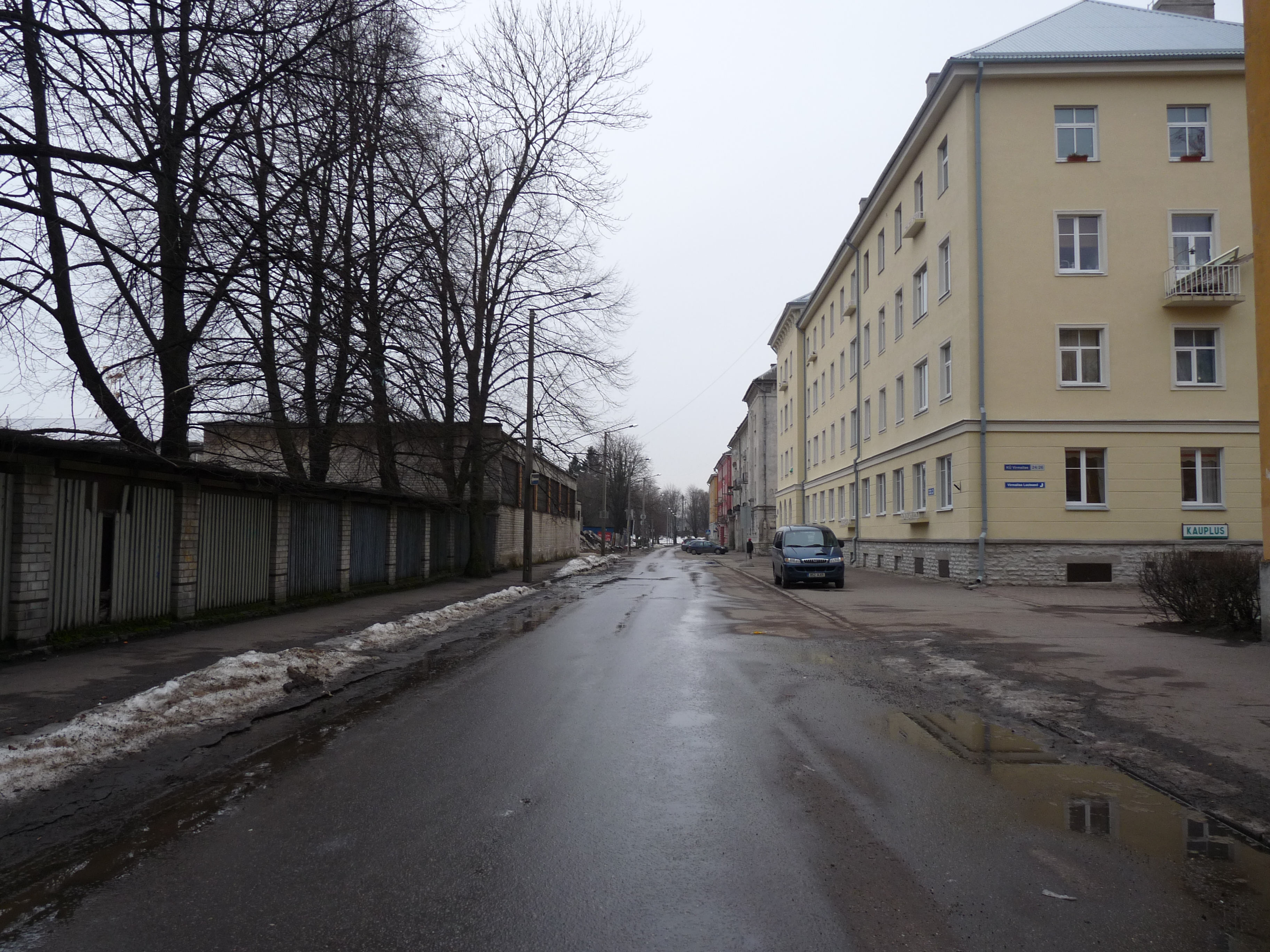
Virmalise tänav.
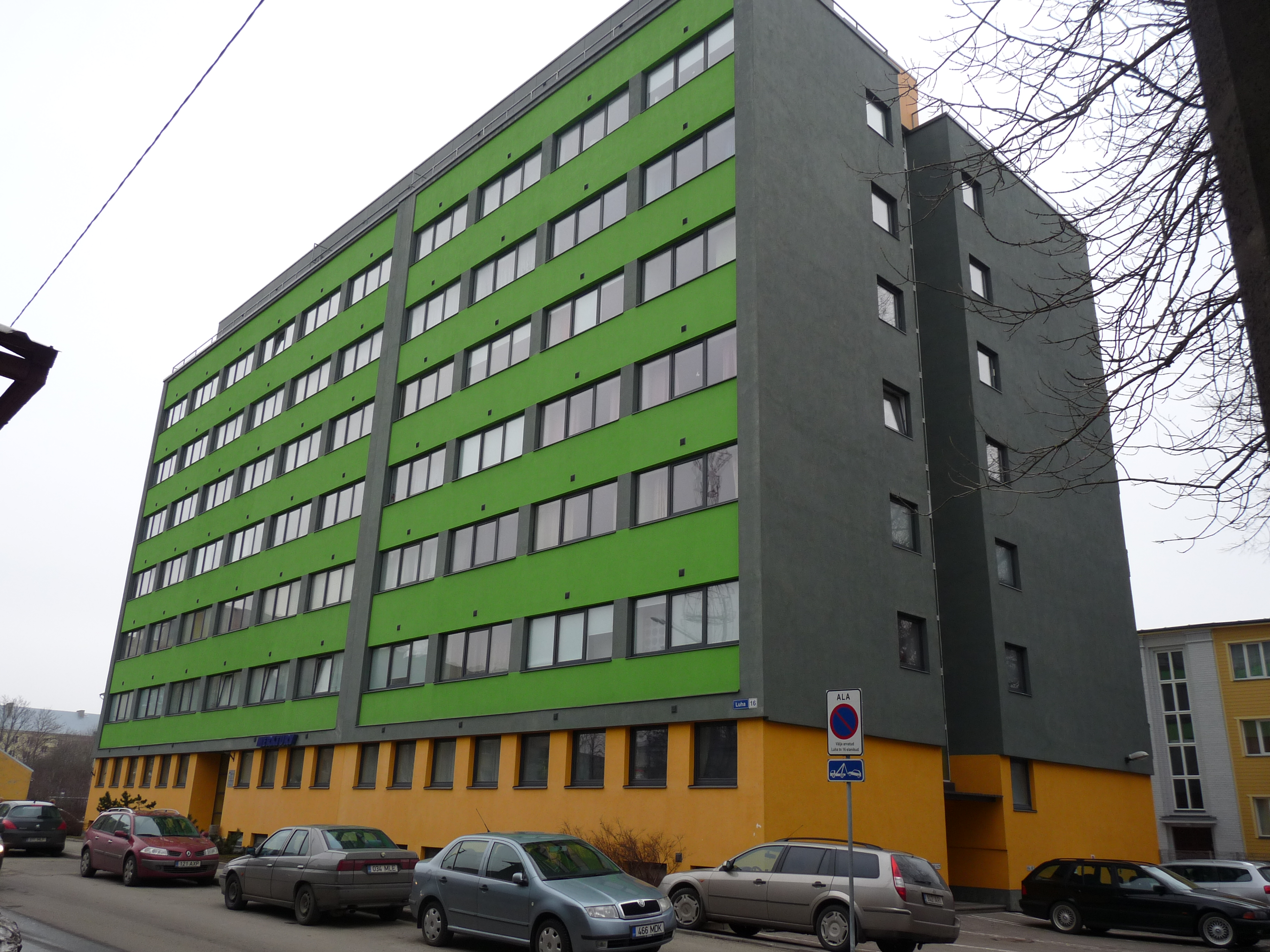
Luha 16.
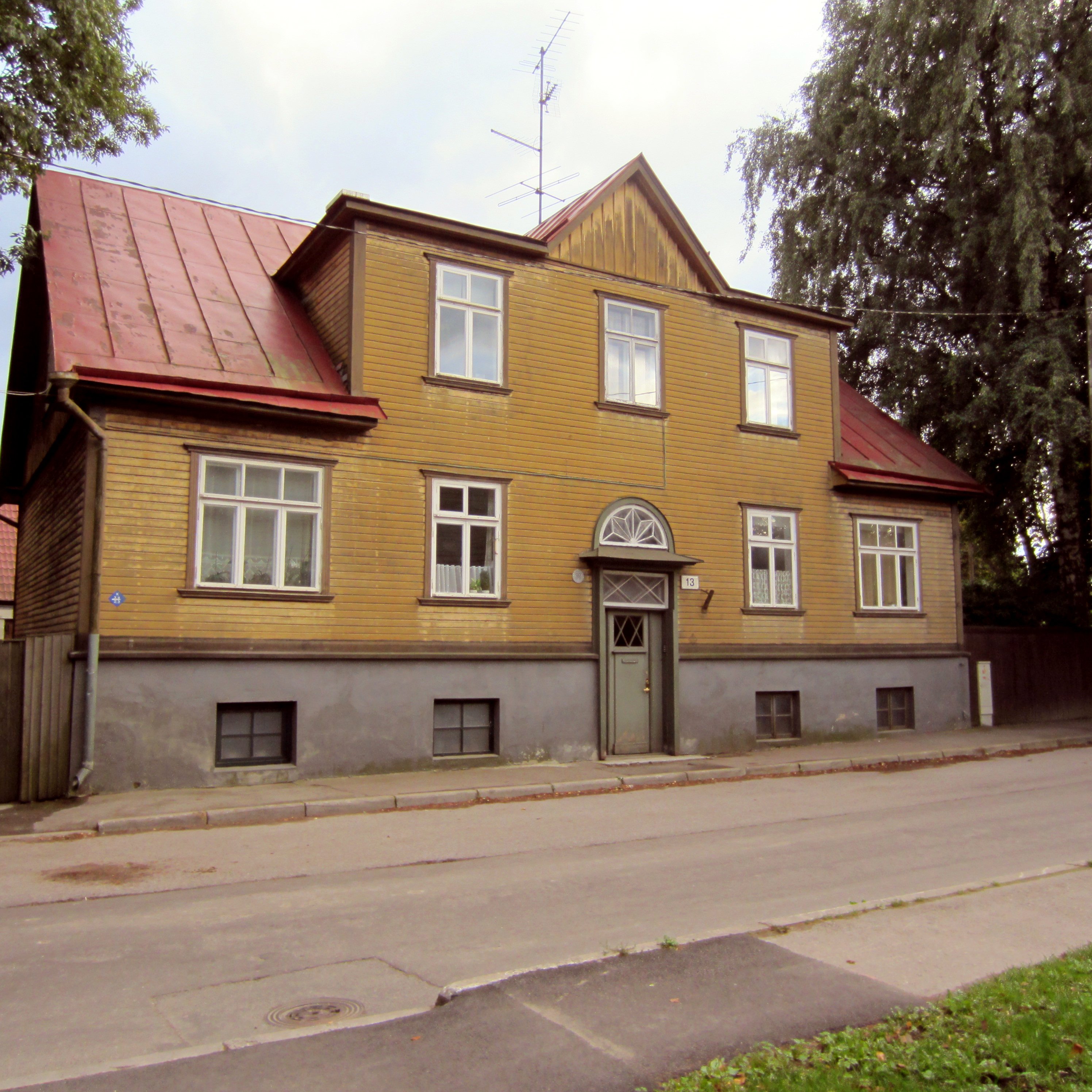
Saturni 13.